# Баллада о маленьком сердце
«Балла́да о ма́леньком се́рдце» — российский мюзикл на музыку Алексея Миронова, стихи и либретто Владислава Маленко и Дениса Руденко. Поставлен театральной компанией «Айвенго». Премьера состоялась 19 декабря 2015 года в театре «Айвенго в Измайлово» в Москве, Россия.

## История
Работа над созданием мюзикла у команды из двухсот человек заняла более двух лет. Сюжет на основе реальных событий изначально создавался для киносценария. Режиссёром постановки выступила Нина Чусова, художником по костюмам — Анастасия Глебова, художником по свету — Тарас Михалевский, сценографом — Владимир Мартиросов. Хореографию ставил Алексей Фроленков. Музыкальный руководитель мюзикла - Светлана Кузьмина.
Премьера состоялась 19 декабря 2015 года в театре «Айвенго в Измайлово».

## Актёрский состав
Состав труппы — 170 человек, из которых 50 — дети в возрасте от 6 до 15 лет.
| Роль             | Артисты |
| ---------------- | --- |
| Юлька            | Вероника Устимова, Маша Паротикова, Ира Уханова, Катя Коцюржинская, Мая Егорова, Алиса Дорохова                                                         |
| Алёшка           | Миша Смирнов, Саша Савинов, Артем Ковальчук, Артем Петрусев, Ранэль Богданов, Кирилл Белов, Валера Сухарев, Арсений Куликов, Илья Литвинов,Иван Архипов |
| Маша             | Даша Басаргина, Тоня Белова, Алина Шемонаева, Таня Донец, Ксюша Щукина, Соня Дорохова                                                                   |
| Толик            | Женя Гурьянов, Елисей Гурьянов, Богдан Идоленков, Егор Ермолаев, Гагик Айрапетян, Илья Парфёнов                                                         |
| Митя             | Кирилл Белов, Саша Белов, Саша Новиков, Илья Парфёнов                                                                                                   |
| Люба             | Алиса Дорохова, Даша Мазикова, Настя Дятлова, Саша Масленникова, Аня Дизенгоф                                                                           |
| Наташа           | Соня Кустова, Ира Уханова, Злата Душина, Софья Янкелевич                                                                                                |
| Даша             | Кристина Плынга, Маша Авсюкевич, Мая Егорова, Полина Скрылева, Катя Гудкова, Дарина Брезановская                                                        |
| Света            | Карина Мануйлова, Лиза Запорожец, Полина Упрямова, Даша Парамошкина, Софья Янкелевич                                                                    |
| Федя             | Денис Прокофьев, Ваня Матвеев, Леша Новиков, Дима Чуканов, Артем Кочемасов, Елисей Гурьянов                                                             |
| Зоя Михайловна   | Екатерина Семёнова, Юлия Свиридова, Наталья Коршунова, Галина Шиманская                                                                                 |
| Тётя Надя (няня) | Анастасия Тюшнякова, Татьяна Третьякова, Анна Микульская, Анастасия Белявская, Алена Дубровина                                                          |
| Дядя Женя        | Константин Ужва, Ярослав Ткачук, Евгений Финадеев, Дмитрий Быков                                                                                        |
| Ольга (врач)     | Дарья Бурлюкало, Елена Зотова, Светлана Кузьмина, Маклецова Алёна                                                                                       |
| Мама Юльки       | Дарья Зуева, Инга Алейникова, Лобачевская Елена |
| Ангел-баритон    | Владислав Маматенко, Вадим Дубровин |
| Ангел-тенор      | Алексей Байков, Руслан Ларин, Максим Клестов, Александр Космачёв, Хосровян Армен                                                                        |
| Ангел-сопрано    | Анастасия Белявская, Евгения Лукина |
| Ангел-альт       | Елена Зотова, Евгения Магнушевская |

## Реакция
Мюзикл «Баллада о маленьком сердце» был хорошо принят публикой. Зрительская оценка на сайте журнала «Афиша» составляет 4,6 звёзд из 5 (по данным на март 2017 года). Из 16 рецензий к отрицательным относятся только 1, остальные 15 — положительные.
Писатель Сергей Лукьяненко в своём блоге в Живом Журнале назвал «Балладу о маленьком сердце» «очень светлым, очень добрым, очень позитивным мюзиклом, достойным того, чтобы прийти на него всей семьей». Валерия Кокорева из Московского комсомольца назвала мюзикл «историей, которую обязательно нужно увидеть».